# Championnat de France de beach soccer 2013
Navigation
2012 2014
Le National Beach Soccer 2013 est la cinquième édition du Championnat de France de beach soccer, la première à l'échelle nationale.
Marseille Beach Team remporte son 1er titre national.

## Déroulement
La phase finale du National Beach Soccer se joue sous la forme d'un challenge inter-régional. Chacune des sept Ligues régionales désigne son champion qui est qualifié pour la compétition. La Ligue de la Méditerranée qualifie deux équipes.
La compétition consiste en un tournoi à élimination directe et débute en quart de finale. Les équipes éliminées lors de ce premier tour s'affrontent dans une compétition parallèle pour déterminer le classement final.

## Qualifications
Le championnat de Provence a lieu du 4 au 19 juin 2013 sur les sites de Ganay et au CREPS d'Aix-en-Provence. Le champion affronte celui du Var, en finale régionale de la Ligue Méditerranée, pour le ticket pour la phase finale. Lors de celle-ci, le Marseille Beach Team élimine le Toulon Tous Ensemble.

## Clubs participants
| Club                      | Ligue régionale      | Résultat 2012 | Entraîneur       | Depuis | Nombre participations |
| ------------------------- | -------------------- | ------------- | ---------------- | ------ | --------------------- |
| Marseille BT              | Méditerranée         | champion      | Gérard Guidarini | 2011   | 3                     |
| Montpellier Hérault BS    | Languedoc-Roussillon | finaliste     |                  | 2010   | 4                     |
| UJS Toulouse 31           | Midi-Pyrénées        | 5e            |                  | 2012   | 2                     |
| ESCTT Amnéville           | Lorraine             | 6e            |                  | 2012   | 2                     |
| Toulon TEF                | Méditerranée         | -             |                  | 2013   | 1                     |
| Vendée Fontenay Foot      | Atlantique           | -             |                  | 2013   | 1                     |
| AS Plomelin               | Bretagne             | -             |                  | 2013   | 1                     |
| FC Saint-Médard-en-Jalles | Aquitaine            | -             |                  | 2013   | 1                     |

Le Marseille Beach Team est nouvellement créé et dispute sa première édition. Mais il est le fruit du Bonneveine Beach Soccer dont l'entraîneur Gérard Guidarini fonde le MBT, avec l'intégralité de l'effectif du BBS. Pour autant, le Bonneveine BS continu d'exister et a disputé le championnat de Provence qualificatif pour ce National Beach Soccer.
De manière semblable, le Montpellier Hérault BS naît du BS Palavas, troisième et finaliste des deux éditions précédentes.

## Phase finale
La phase finale oppose les huit meilleurs clubs français du 12 au 14 juillet 2013 à Saint-Jean-de-Monts (Vendée).

### Tableau
|  | Quarts de finale 12 juillet 2013 | Quarts de finale 12 juillet 2013 |                        |                        | Demi-finales 13 juillet 2013 | Demi-finales 13 juillet 2013 |   |  | Finale 14 juillet 2013 | Finale 14 juillet 2013 |
|  | Quarts de finale 12 juillet 2013 | Quarts de finale 12 juillet 2013 |                        |                        | Demi-finales 13 juillet 2013 | Demi-finales 13 juillet 2013 |   |  | Finale 14 juillet 2013 | Finale 14 juillet 2013 |
|  |                                  |                                  |                        |                        |                              |                              |   |  |                        |                        |
|  | 16h00                            | 16h00                            |                        |                        | 18h00                        | 18h00                        |   |  | 15h30                  | 15h30                  |
|  | 16h00                            | 16h00                            |                        |                        | 18h00                        | 18h00                        |   |  | 15h30                  | 15h30                  |
|  | Marseille BT                     | 8                                |                        |                        | 18h00                        | 18h00                        |   |  | 15h30                  | 15h30                  |
|  | Marseille BT                     | 8                                |                        |                        | 18h00                        | 18h00                        |   |  | 15h30                  | 15h30                  |
|  | UJS Toulouse 31                  | 3                                |                        |                        | 18h00                        | 18h00                        |   |  | 15h30                  | 15h30                  |
|  | UJS Toulouse 31                  | 3                                | Marseille Beach Team   | 5                      |                              |                              |   |  | 15h30                  | 15h30                  |
|  | 17h00                            |                                  | Marseille Beach Team   | 5                      |                              |                              |   |  | 15h30                  | 15h30                  |
|  |                                  | ESCTT Amnéville                  | 1                      |                        |                              |                              |   |  | 15h30                  | 15h30                  |
|  | ESCTT Amnéville                  | ESCTT Amnéville                  | 1                      | 7                      |                              |                              |   |  | 15h30                  | 15h30                  |
|  | ESCTT Amnéville                  |                                  |                        | 7                      |                              |                              |   |  | 15h30                  | 15h30                  |
|  | AS Plomelin                      | 6                                |                        |                        |                              |                              |   |  | 15h30                  | 15h30                  |
|  | AS Plomelin                      | 6                                | Marseille BT           | 4                      |                              |                              |   |  |                        |                        |
|  | 18h00                            |                                  | Marseille BT           | 4                      |                              |                              |   |  |                        |                        |
|  |                                  | Montpellier HBS                  | 2                      |                        |                              |                              |   |  |                        |                        |
|  | Montpellier HBS                  | Montpellier HBS                  | 2                      | 7                      |                              |                              |   |  |                        |                        |
|  | Montpellier HBS                  | 19h00                            |                        | 7                      |                              |                              |   |  |                        |                        |
|  | Vendée Fontenay Foot             | 2                                |                        |                        |                              |                              |   |  |                        |                        |
|  | Vendée Fontenay Foot             | 2                                | Montpellier Hérault BS | 5                      |                              |                              |   |  |                        |                        |
|  | 19h00                            | 19h00                            | Montpellier Hérault BS | 5                      | Troisième place              | Troisième place              |   |  |                        |                        |
|  | 19h00                            | 19h00                            |                        | FC St-Médard-en-Jalles | Troisième place              | Troisième place              | 0 |  |                        |                        |
|  | FC St-Médard-en-J.               | 7                                | 14h30                  | 14h30                  |                              |                              | 0 |  |                        |                        |
|  | FC St-Médard-en-J.               | 7                                | 14h30                  | 14h30                  |                              |                              |   |  |                        |                        |
|  | Toulon TEF                       | 1                                |                        | FC St-Médard-en-J.     | 9                            |                              |   |  |                        |                        |
|  | Toulon TEF                       | 1                                |                        | FC St-Médard-en-J.     | 9                            |                              |   |  |                        |                        |
|  |                                  |                                  |                        |                        |                              |                              |   |  | ESCTT Amnéville        | 3                      |
|  |                                  |                                  |                        |                        |                              |                              |   |  | ESCTT Amnéville        | 3                      |

### Finale
La finale entre le Marseille Beach Team et le Montpellier HBS est une revanche de la saison précédente, jouée sous les couleurs de Bonneveine BS et BS Palavas mais avec les mêmes effectifs. Le MHBS se présente en finale avec plusieurs internationaux tels que Anthony Fayos, Robin Gasset et Teddy Blanco.
Les Marseillais remporte leur quart de finale contre l'UJS Toulouse 31 (9-3) avec un quadruplé d'Anthony Mendy et un triplé du capitaine Mahraoui. En demi-finale, le MBT élimine l'ESCTT Amnéville grâce à un doublé de Mahraoui et des buts de Marques, Khayyour et Gnepo (5-1).
Lors de la finale, les Marseillais prennent l'avantage par Quaziz avant de se faire dépasser (1-2). Le MBT égalise par Gnepo puis un doublé de Mansoibou offre la victoire (4-2).

### Matchs de classement
Les quatre équipes éliminées en quarts de finale s'affrontent dans un tournoi à élimination directe pour déterminer les places de 5e à 8e du classement final.
|  | Demi-finales 5e- 8e 13 juillet 2013 | Demi-finales 5e- 8e 13 juillet 2013 |                |   | Cinquième place 14 juillet 2013 | Cinquième place 14 juillet 2013 |
|  | Demi-finales 5e- 8e 13 juillet 2013 | Demi-finales 5e- 8e 13 juillet 2013 |                |   | Cinquième place 14 juillet 2013 | Cinquième place 14 juillet 2013 |
|  |                                     |                                     |                |   |                                 |                                 |
|  | 16h00                               | 16h00                               |                |   | 11h00                           | 11h00                           |
|  | 16h00                               | 16h00                               |                |   | 11h00                           | 11h00                           |
|  | Toulon TEF                          | 6                                   |                |   | 11h00                           | 11h00                           |
|  | Toulon TEF                          | 6                                   |                |   | 11h00                           | 11h00                           |
|  | Vendée Fontenay Foot                | 2                                   |                |   | 11h00                           | 11h00                           |
|  | Vendée Fontenay Foot                | 2                                   | Toulon TEF     | 5 |                                 |                                 |
|  | 17h00                               |                                     | Toulon TEF     | 5 |                                 |                                 |
|  |                                     | UJS Toulouse 31                     | 3              |   |                                 |                                 |
|  | UJS Toulouse 31                     | UJS Toulouse 31                     | 3              | 6 |                                 |                                 |
|  | UJS Toulouse 31                     |                                     |                | 6 |                                 |                                 |
|  | AS Plomelin                         | 4                                   |                |   |                                 |                                 |
|  | AS Plomelin                         | 4                                   | Septième place |   |                                 |                                 |
|  |                                     |                                     |                |   |                                 |                                 |
|  | 10h00                               |                                     |                |   |                                 |                                 |
|  |                                     |                                     |                |   |                                 |                                 |
|  | Vendée Fontenay Foot                | 1                                   |                |   |                                 |                                 |
|  | Vendée Fontenay Foot                | 1                                   |                |   |                                 |                                 |
|  | AS Plomelin                         | 2                                   |                |   |                                 |                                 |
|  | AS Plomelin                         | 2                                   |                |   |                                 |                                 |

## Classement final
| # | Club                      | Ligue                |
| - | ------------------------- | -------------------- |
| 1 | Marseille BT              | Méditerranée         |
| 2 | Montpellier HBS           | Languedoc-Roussillon |
| 3 | FC Saint-Médard-en-Jalles | Aquitaine            |
| 4 | ESCTT Amnéville           | Lorraine             |
| 5 | Toulon TEF                | Méditerranée         |
| 6 | UJS Toulouse 31           | Midi-Pyrénées        |
| 7 | AS Plomelin               | Bretagne             |
| 8 | Vendée Fontenay Foot      | Atlantique           |